# Distrito de Tropojë
El distrito de Tropojë (en albanés: Rrethi i Tropojës) era uno de los 36 distritos de Albania. Con una población de 28,000 habitantes (2004) y una superficie de 1,043 km², estaba ubicado al norte del país y su capital era Bajram Curri.